# Spear Spur
Der Spear Spur ist ein rund 1600 m hoher Felssporn im westantarktischen Queen Elizabeth Land. An der Südseite des Dufek-Massivs in den Pensacola Mountains ragt er 5 km östlich des Clinton Spur auf.
Der United States Geological Survey kartierte ihn anhand eigener Vermessungen und Luftaufnahmen der United States Navy aus den Jahren von 1956 bis 1966. Das Advisory Committee on Antarctic Names benannte ihn 1968 nach Albert Spear, der im antarktischen Winter 1957 als Bauarbeiter auf der Ellsworth-Station tätig war.